# Tobias Dietrich
Tobias Dietrich (* 1972 in Kirchen an der Sieg) ist ein deutscher Historiker mit Schwerpunkt Geschichtsdidaktik. Zudem ist er Schulbuchautor.

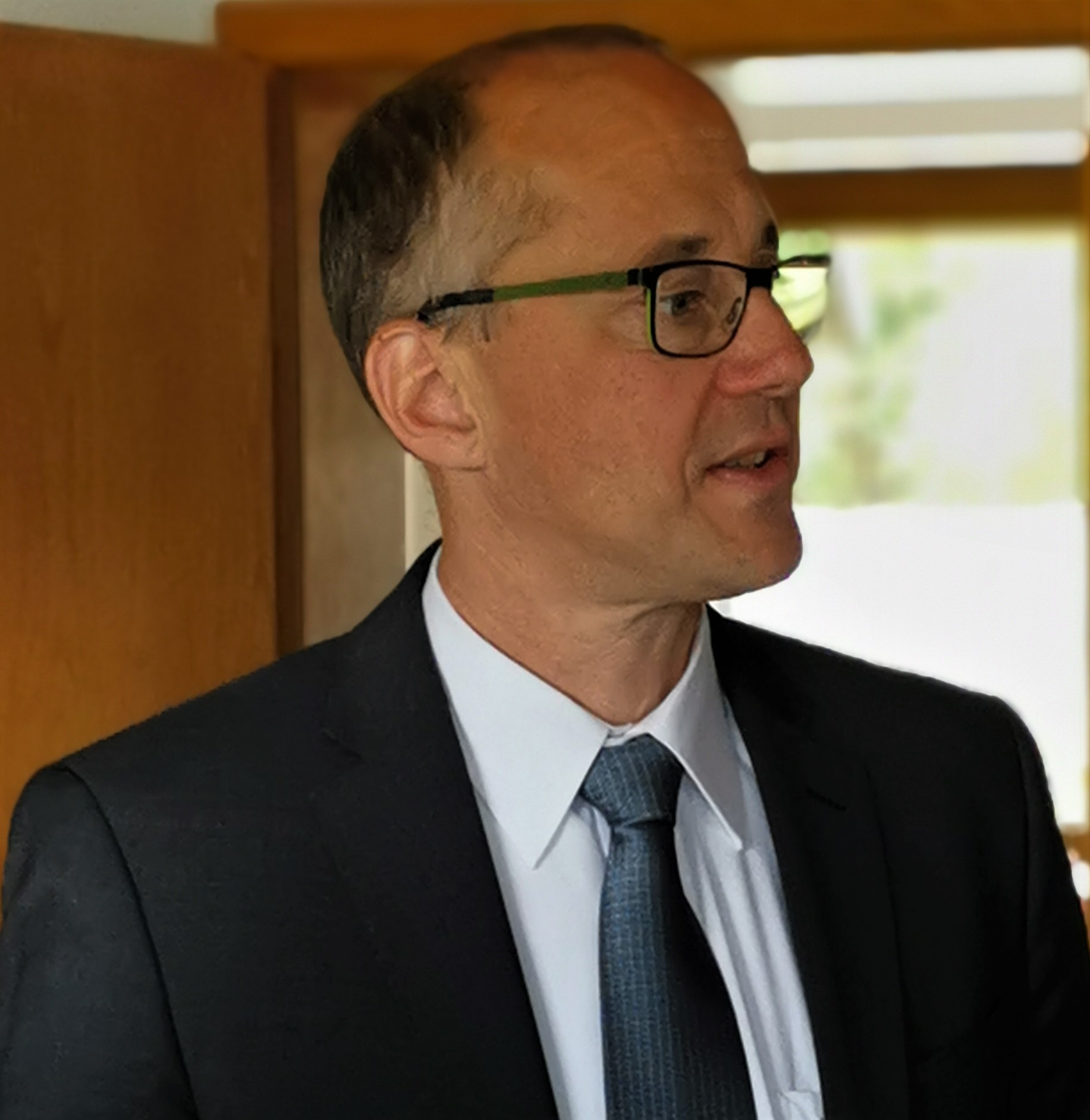
Tobias Dietrich, 2019

## Leben
Nach dem Abitur studierte Dietrich an der Universität Trier Geschichte, katholische Religionslehre, Germanistik und Pädagogik. 1998 legte er das Erste Staatsexamen für das Lehramt an Gymnasien ab. Von 1998 bis 2001 war er Stipendiat des Graduiertenkollegs „Westeuropa in vergleichender historischer Perspektive“ an der Universität Trier. Unter der Betreuung von Lutz Raphael schrieb er seine Dissertation Konfession im Dorf und wurde 2002 promoviert. Seine Arbeit wurde außerdem 2003 mit dem Förderpreis des „Freundeskreis Trierer Universität“ ausgezeichnet. Von 2001 bis 2003 absolvierte Dietrich das Referendariat für das Lehramt an Gymnasien, das er 2003 mit dem Zweiten Staatsexamen abschloss. Seit 2003 ist er im Schuldienst des Landes Rheinland-Pfalz beschäftigt. Von 2004 bis 2010 arbeitete er mit Lehraufträgen als Fachleiter für Geschichte am Studienseminar für das Lehramt in Koblenz; seit 2010 ist er dort hauptamtlich angestellt.
Bedingt durch den Lehrberuf beschäftigte sich Dietrich ab 2004 vermehrt mit Themen zur Zeitgeschichte und zur Geschichtsdidaktik. So entstanden eine Monographie über Martin Luther King und mehrere Artikel für den Sammelband Die 1970er Jahre in Geschichtswissenschaft und Unterricht. 2011 wurde er von der Zeitschrift Praxis Geschichte in ihren Redaktionsbeirat berufen, wo er heute noch tätig ist. Zu seinen Publikationen zählen auch diverse Artikel zum Geschichtsunterricht sowie zu Themen der Geschichtswissenschaft.
Zwischen 2004 und 2014 nahm Dietrich regelmäßig Lehraufträge an der Universität Trier wahr. Seit 2014 ist er als Dozent für Geschichtsdidaktik in Teilabordnung am Historischen Seminar der Universität Mainz tätig.

## Forschungsinteressen
Dietrichs Forschungsinteressen umspannen Gebiete wie westeuropäische Sozialgeschichte, Transatlantische Kulturgeschichte, Körper- und Sportgeschichte, aber auch Theorie und Praxis des Historischen Vergleichs, Mikrogeschichte und Didaktik der Zeitgeschichte.
Ein Schwerpunkt seiner Tätigkeit liegt auf der Geschichtsdidaktik. Diese befasst sich mit den theoretischen Grundlagen und der systematischen Gestaltung von Prozessen des historischen Lernens und Lehrens. Ein weiterer Schwerpunkt ist die Erforschung von individuellen und kollektiven Deutungsstrukturen im Umgang mit Geschichte in der Schule und in der Öffentlichkeit. Als Mitglied der Leibniz-Forschergruppen befasst sich Dietrich mit dem Phänomen „Laufen“ als einer Folgeerscheinung „nach dem Boom“.

## Funktionen und Mitgliedschaften
- Beirat der Zeitschrift Praxis Geschichte[1]
- Assoziiertes Mitglied der DFG-Leibniz-Forscherguppe Nach dem Boom, Universität Trier / Tübingen[1]
- Mitglied im Verband der Geschichtslehrer Deutschlands sowie in der Konferenz für Geschichtsdidaktik[1]

## Publikationen (Auswahl)

### Monographien
- Konfession im Dorf. Westeuropäische Erfahrungen im 19. Jahrhundert. Köln 2004 (Dissertation)
- Martin Luther King. Stuttgart 2008.
- Die 1970er Jahre in Geschichtswissenschaft und Unterricht (zus. mit Katharina Zey-Wortmann). Frankfurt am Main 2012

### Geschichtsdidaktik
- Historischen Wissen (Praxis Geschichte 2016, Nr. 2)
- Lernprodukte im kompetenzorientierten Geschichtsunterricht nach dem Lehr-Lern-Modell (zus. mit Wolfgang Woelk.) Hg. vom Studienseminar Koblenz Norderstedt 2016

### Herausgeberschaft
- Die 1970er Jahre. Bundesrepublik und DDR zwischen Entspannungspolitik und sozioökonomischem Umbruch, Praxis Geschichte 2013, Nr. 5
- Das Epochejahr 1815, Praxis Geschichte 2015, Nr. 1
- Weltwirtschaftskrisen. Geschichte und Gegenwart, Praxis Geschichte 2016, Nr. 6